# بخش سیدآباد
بخش سیدآباد یکی از بخش های شهرستان چناران استان خراسان رضوی ایران است.

## تقسیمات کشوری
- بخش سید‌آباد
  - دهستان حکیم‌آباد
  - دهستان سیدآباد

شهر: سیدآباد

## جمعیت
براساس سرشماری عمومی نفوس و مسکن در سال ۱۳۹۵، جمعیت این بخش برابر با ۱۱۶۲۳ نفر بوده است.